# 越前がにミュージアム
越前がにミュージアム（えちぜんがにミュージアム）は、福井県丹生郡越前町厨（くりや）にあるカニの博物館である。愛称はビックラブ。

## 特徴
日本で唯一のカニを専門とした博物館で、越前がにの生態や近海の魚たちを探ることができ、三層吹き抜けの海底300m（2階・中2階・1階でそれぞれ100m単位で深くなる）ジオラマや海中シアターなどの施設がある。ミュージアムの外観は越前がにをモチーフとしている。
愛称の「ビックラブ」は公募で選ばれ、大きなカニに驚く意味の「びっくら」、カニの英語のCrab、多くの人から愛される意味のLoveの意味が込められている。
2016年7月15日にリニューアルオープンし、新たに漁業への関心を高める展示を追加している。

## 概要
営業時間
- 9:00 - 16:30（閉館17:00）
- 休館日 火曜日（祝日の場合は翌日休、7月21日から8月31日は無休、11月6日から3月20日は第2・4火曜休、ゴールデンウィーク・年末年始・盆は営業）

施設等
- 料金:大人500円、小人（3歳 - 小学生）300円

## 所在地
- 福井県丹生郡越前町厨71-324-1

### 交通アクセス

#### 公共交通機関
- 福井鉄道福武線 たけふ新駅、ハピラインふくい線 武生駅から、福井鉄道（福鉄バス）武生越前海岸線「かれい崎」行きで約1時間10分、道の駅「越前」下車。

#### 自動車道
- 大阪・名古屋方面

北陸自動車道 敦賀ICより国道8号、国道305号経由で約50分。
- 石川・富山方面

北陸自動車道 鯖江ICより国道417号、国道365号、国道305号経由で約50分。

## 周辺
- 越前海岸
- 越前岬
- 越前水仙の里公園
- 厨海水浴場
- 長須浜海水浴場
- 呼鳥門
- 劔神社